# Blink: The Power of Thinking Without Thinking
Blink: The Power of Thinking Without Thinking es un libro escrito por el historiador, periodista y ensayista canadiense Malcolm Gladwell, en el año 2005. Se presentan en formato científico investigaciones sobre psicología y economía conductual sobre el inconsciente flexible o adaptable: procesos mentales que trabajan rápido y automáticamente desde información relativamente escasa. Considera ambas destrezas del inconsciente flexible, por ejemplo, en juicio experto, y sus dificultades tales como estereotipos.

## Sinopsis
El autor describe el tema principal del libro como "finas rebanadas". Nuestra habilidad para usar información limitada desde períodos de experiencia muy cortos para llegar a una conclusión. La idea sugiere que decisiones espontáneas son usualmente tan buenas - o aún mejores - como aquellas cuidadosamente planeadas. Para reforzar su idea, Gladwell dibujó un amplio rango de ejemplos desde ciencia y medicina, ventas y publicidad, apuestas, citas rápidas, tenis, juegos de guerra militar, y las películas, y la música popular. También utiliza muchos ejemplos de experiencias de gente común con "finas rebanadas", incluyendo nuestra habilidad intuitiva de leer la mente, es decir, como podemos llegar a saber las emociones de otras personas solo con mirar sus caras.